# Espuri Metili
Espuri Metili (en llatí Spurius Metilius) va ser tribú de la plebs l'any 416 aC. Formava part de la gens Metília, que havien emigrat d'Alba Longa.
Durant el seu període va presentar una rogatio al senat romà, per noves assignacions de terres públiques al poble més necessitat, però la llei va ser vetada pels seus col·legues al tribunat.